# 2012年3月臺灣
| << | 2012年3月 （民國101年） | >> |    |    |    |    |
| \| 日 \| 一 \| 二 \| 三 \| 四 \| 五 \| 六 \| \| \| \| \| \| 1 \| 2 \| 3 \| \| 4 \| 5 \| 6 \| 7 \| 8 \| 9 \| 10 \| \| 11 \| 12 \| 13 \| 14 \| 15 \| 16 \| 17 \| \| 18 \| 19 \| 20 \| 21 \| 22 \| 23 \| 24 \| \| 25 \| 26 \| 27 \| 28 \| 29 \| 30 \| 31 \| \| \| \| \| \| \| \| \| |                         |    |    |    |    |    |
| 臺灣新聞動態／維基新聞 |                         |    |    |    |    |    |
| 世界／中国大陆／臺灣 |                         |    |    |    |    |    |
| 日 | 一                      | 二 | 三 | 四 | 五 | 六 |
| |                         |    |    | 1  | 2  | 3  |
| 4 | 5                       | 6  | 7  | 8  | 9  | 10 |
| 11 | 12                      | 13 | 14 | 15 | 16 | 17 |
| 18 | 19                      | 20 | 21 | 22 | 23 | 24 |
| 25 | 26                      | 27 | 28 | 29 | 30 | 31 |
| |                         |    |    |    |    |    |

## 3月1日
- 行政院環境保護署訂定「機動車輛停車怠速管理辦法」，3月1日起開始實施，前3個月為宣導期，6月1日起停車未熄火怠速超過3分鐘，經環保局稽查人員規勸不聽，將予以開罰，機車處罰新台幣1500元、小型車及大型車則分別處罰3000元及5000元。中央社行政院環保署[永久]

## 3月2日
- 瘦肉精美牛 全台大清查，全台多個縣市都在追查含瘦肉精肉品流向，由台中全弘公司去年7月進口含瘦肉精的牛肉，逾2萬公斤流入市面，銷往台北、新北、台中和高市，可能已被吃下肚；而供含瘦肉精美牛給我家牛排等餐廳的「樹森公司」被基隆衛生局查出含萊克多巴胺，已做出第一件開罰案例，懲處進口商「樹森」新台幣6萬元。中央社１２華視新聞蘋果日報
- 新北市板橋爆發國小幼童摔出娃娃車事件，業者表示隨車老師剛好請假，只有娃娃車駕駛隨行，教育局要求立即改善，否則將依法停辦或罰鍰，而市府消保官也率隊前往調查，瞭解事故發生的真正原因與過程。中央社民視新聞（页面存档备份，存于）

## 3月3日
- 日本尚未經過中國和台灣的同意，擅自對釣魚台列嶼進行日文島嶼命名活動，引來中國和台灣的不滿，紛紛提出抗議。日本一共進行49個島嶼命名活動，則中國進行79個島嶼命名活動，來向日本表達中國的不滿，稱之為中日釣魚台列嶼和其它島嶼命名活動事件。
- 導演李惠仁三年來紀錄台灣禽流感的影片，因而揭發台灣衛生署和台灣官員的隱瞞台灣早已有高病原禽流感之事實，高病原禽流感是從彰化縣和台南市爆發出來，造成嚴重的災情，引起台灣人民對於雞肉禽流感恐慌。

- 彰化養雞場去年十二月中旬出現禽流感，消息在養雞業傳得很快，但行政院農業委員會動植物防疫檢疫局卻隱匿禽流感疫情，遲了三個月才公布真相，農委會今天召開記者會證實台灣首度出現「高病原性」H5N2禽流感病毒，與8年前曾侵襲台灣的「低病原性」H5N2病毒株不同。衛生署建議調理禽肉及蛋類應煮熟切勿生食，及選擇來源明確食材。而防檢局長許天來5日請辭獲准，目前全案已發交調查局台北市調處調查。中央社１２（页面存档备份，存于）３４（页面存档备份，存于）５

## 3月4日
- 台南一名27歲的劉姓男子晚間酒駕，開車撞進便利超商，一連撞了2次，造成1死2傷的意外後駕車逃逸，台南地檢署訊後聲押獲准。中央社[永久]TVBS（页面存档备份，存于）

## 3月5日
- 最近網路上流傳一張一位中年男子用花布包著行動不便的媽媽到奇美醫院等門診的感人相片，光是轉貼就超過上萬次，當事人是調查局原台南縣調查站退休的丁姓專員；他在接受記者訪問時謙虛的表示，這是人子應盡的孝道，他奉勸世人要及時行孝，否則會遺憾終身。15日傳出不幸消息，丁母在台南奇美醫院住院10天後因心肺衰竭病逝。中央社（页面存档备份，存于）台視新聞（页面存档备份，存于）自由時報[]
- 晚間，馬政府宣佈有條件開放含萊克多巴胺的美國牛肉進口。中時電子報中央社

## 3月7日
- 前總統陳水扁因感覺到身體不適今獲准戒護外醫，署立桃園醫院表示，前總統陳水扁經檢查後有冠心症，院方安排8日上午8時進行心導管手術，術後表示經醫師判斷，認為僅需先實施藥物治療，並未在冠狀動脈中安裝支架。另攝護腺有一公分大小腫瘤，切片後才能確認良性或惡性。中央社１２（页面存档备份，存于）３４（页面存档备份，存于）中時電子報
- 中華電信HiNet光世代五十M方案廣告，宣稱「下載DVD僅十二分鐘」，今天遭公平會認為廣告不實，開罰新台幣五百萬元，這也是電信業者廣告不實案中最高罰鍰。對於公平會的處分，中華電信內部討論後應該會提出申訴。聯合新聞網中時電子報[]
- 在吳寶春技術指導下，三位麵包師傅黃威勳、張泰謙和林坤緯，遠赴法國代表台灣參加2012年世界盃麵包大賽，做出極具台灣代表性的彌勒佛麵包，還有用鴨賞鹹豬肉做的三明治，以及加入芒果乾和芭樂丁等水果的甜麵包，中西合璧極具創意，拿下團體賽季軍。蘋果日報台視新聞（页面存档备份，存于）

## 3月8日
- 新北市上午傳出一起兇殺案，1名年約54歲的廖姓男子持槍闖入仁佑診所，疑因廟產糾紛，朝58歲的舅舅、診所林姓院長的頸部開槍，外甥行凶後跑到診所外50公尺的廟宇，舉槍自盡。林姓院長經急救後保住一命，但因子彈傷及神經，日後恐造成四肢癱瘓；至於廖姓嫌犯頭部內的子彈也已經被取出，但陷昏迷，仍有生命危險，兩人都轉往加病護房觀察中。台視新聞[永久]自由電子報[]

## 3月9日
- 101學年度大學甄選入學「繁星推薦」招生今天公告錄取結果，錄取率為41.16%，創新高；上榜人數最多的是新設立不久的桃園縣立壽山高中，台大醫學系首度在繁星開出名額，錄取9名考生。「繁星推薦」比序使用在校成績和學測成績，沒有面試，主要是為平衡城鄉差距、照顧偏遠弱勢學生。中央社１２

## 3月10日
- 交通部觀光局主辦的「臺灣十大觀光小城」選拔票選結果出爐，在民眾網路暨明信片票選中，17個城鎮以桃園大溪人氣最旺，苗栗三義居第2，第3是台南安平，第4是台中大甲區、第5為金門金城。觀光局說，網路暨明信片投票得票數占總分20%，專家評選占總分80%，最終結果於3月15日公布，經過兩階段評審結果，十大觀光小城依首字筆劃順序排列，台中市大甲區、桃園縣大溪、台北市北投區、台南市安平、金門縣金城鎮、高雄市美濃區、彰化縣鹿港鎮、南投縣集集鎮、新北市瑞芳區和宜蘭縣的礁溪鄉。中央社中央廣播電臺中華民國交通部觀光局
- 中華民國護理師護士公會全國聯合會調查，全國醫院護理人員缺額總數高達7000多人，對護理人力不足，護理師護士公會全國聯合會理事長盧美秀建議醫院「關病房減床」因應，才能維護病人住院的安全。中央社（页面存档备份，存于）自由電子報

## 3月11日
- 「台灣的各位，謝謝你們。」為感謝台灣民眾在311東日本大震災時對日本鉅額捐款的義行，日本交流協會台北事務所於震災屆滿1年的3月11日起，製作「元氣日本，謝謝台灣」311特別節目，答謝台灣朋友在地震期間，率先提供日本民眾最多的援助，並將在台灣主要電視台連播1周的感謝台灣廣告，災民們將以最有活力的笑容，親口向台灣民眾道謝。中央社中央廣播電臺

## 3月12日
- 勞委會主委王如玄今天表示，為了反映物價，今年第3季，基本工資將會調漲，時薪部分，希望調升10%以上，從目前的新台幣103元，調漲到115元，月薪部分，目前是1萬8780元，會往上調漲，但到底調多少，要在基本工資審議委員會裡討論。中央社１（页面存档备份，存于）２
- 據經濟學人資訊社今天公布的最新全球最具競爭力城市調查報告，紐約與倫敦分占前2名，新加坡排名第3，是亞洲排名最高的城市，台北排名37。中央社（页面存档备份，存于）
- 新竹市凌晨傳出重大火警，位在明湖路的一家鐵皮屋遭人縱火，造成五死四傷的悲劇，檢警調查後發現，彭姓嫌犯因為不滿打電話找拜把兄弟周姓屋主幫忙遭到拒絕，一氣之下買了10公升的汽油，之後就直接衝到周姓屋主家的門口，灑油點火。民視新聞[]中時電子報

## 3月13日
- 藝人吳宗憲因涉入上櫃公司「聯明行動科技」掏空案，今天被依違反證交法起訴。中央社
- 2年前來台灣讀書的一名韓國張姓學生，上完夜店後酒駕肇事，造成早餐店夫婦一死一重傷，張姓韓生坐完1年4個月牢之後，最近出獄將被驅逐出境，但是民事賠償的780萬元，他只給了30萬，還高調向被害家屬嗆聲，台灣法律拿他辦法，家屬向立委申訴，檢察官緊急撤銷驅逐出境的處分，張姓韓生目前被暫置於移民署宜蘭收容所。自由電子報１[]２[]民視新聞Archive.today的存檔，存档日期2013-04-19

## 3月15日
- 國民黨籍立委蔡正元公布義美公司檢驗報告，指台灣豬肉製品有毒性更強的瘦肉精，之後又表示鵝肉也可能有問題，引發政治上的陰謀論，16日行政院長陳冲表示，政府也對被義美驗出瘦肉精的同批號產品進行檢驗，卻並未發現問題。中央社自由電子報ETtoday（页面存档备份，存于）聯合新聞網

## 3月16日
- 台灣投手王建民今天凌晨在春訓熱身賽遭遇老東家紐約洋基，但在3局上防守時不慎造成左大腿拉傷，在經過核磁共振檢查後，報告出爐，確認王建民只有左腿輕微拉傷，腳踝、肩膀都沒事，國民隊總教練預期王建民將休息數週。中央社TVBS（页面存档备份，存于）

## 3月18日
- 國內油、電價格一再喊漲，但台電、中油人事成本過高的問題始終未改善，卻每逢虧損就喊漲，將營運成本轉嫁給消費者，引發不滿。自由電子報１[]２ETtoday（页面存档备份，存于）

## 3月19日
- 高雄籍砂石船海翔8號，19日清晨從基隆港載運土石要前往花蓮港，出港後不久因機件故障準備返港，於上午5點多在基隆港東北約9浬處沉沒，船上15名船員6死、7傷、2失蹤，2名失蹤者包括船長董榮根和機匠陳仁培。聯合新聞網中央社

## 3月20日
- 美國相關戰略專家認為，隨著中國大陸發展，海權勢必隨之擴張，將擴展到南海甚至非洲；而在潛艇與航空母艦的協助下，中國人民解放軍的海權恐將會跨越台灣。中央社
- 雲林縣議員林朝寶日前到一家咖啡店消費，因在店內吸菸遭店員制止，竟然嗆聲說要讓這家店關門大吉，等到兩位員警獲報前來處理時，林朝寶竟然推打員警，還恐嚇要把員警調到台西去，監視畫面現曝光後，引發民眾議論，警方現在依恐嚇罪嫌和妨礙公務，將林朝寶送辦。民視新聞Archive.today的存檔，存档日期2013-04-18聯合新聞網

## 3月21日
- 北韓將在4月中旬發射人造衛星，但根據美國和日本的情報，北韓根本就是假借發射衛星之名，行試射長程導彈之實，北韓的射程範圍包括台灣、日本和南韓，外交部次長董國猷今天說，不清楚火箭飛行路徑是否經過台灣，但針對試射飛彈等議題，呼籲北韓恪遵2009年聯合國的決議，31日國防部少將軍事發言人羅紹和表示，國軍針對北韓預定於4月12日發射名為人造衛星的遠程導彈，彈道經過台灣東部外海，將密切注意、蒐集北韓試射衛星情資。TVBS（页面存档备份，存于）中央社中央社（页面存档备份，存于）

## 3月22日
- 行政院會今天通過「高級中等教育法」草案與「專科學校法」部分條文修正草案，為實施12年國民基本教育賦予法源依據。草案也規定，學生就讀高級中等學校全面免學費，讓學生有公平受教機會。中央社
- 行政院主計處新聞稿發布指出，民國101年（2012年）二月份人力資源調查統計結果，二月失業率為4.25%，與上月上升0.07%，較上年度二月份則下降0.44%。二月就業率，較上月下降0.17%，較上年度二月份則增1.76%。就業方向與上月比較，主要在服務部門減少（0.22%）、農業部門（0.57%）、工業部門（0.03%）。但若與上一年度同月比較，服務部門增加（1.83%）、工業部門增加（1.92%）、農業部門增加（0.34%）。新聞稿/行政院主計處 （页面存档备份，存于）

## 3月23日
- 曾參與慈濟大愛電視台戲劇演出的女藝人洪瑞襄晚間被發現在轎車內燒炭自殺身亡，享年四十二歲。今日新聞網（页面存档备份，存于）自由電子報
- 台灣最大的宗教活動－台中大甲媽祖遶境今天晚上11時起駕，9天8夜的遶境活動，從台中鎮瀾宮出發後，跨越臺中市、彰化縣、雲林縣、嘉義縣等4縣市、21鄉鎮市，跋涉近340多公里，27日上午將在新港奉天宮舉行祝壽大典，4月1日將回駕大甲鎮瀾宮。中央社（页面存档备份，存于）中央廣播電臺

## 3月24日
- 原定今年7月上路的二代健保可能延後，「全民健保醫療費用協定委員會」與「全民健康保險監理委員會」認為，相關辦法不完備，七月實施太倉促，決建請衛生署延後實施。行政院在4月3日公布，二代健保確定延至102年1月1日上路。蘋果日報華視新聞中央社

## 3月25日
- 美國有線電視新聞網(CNN)網站新推出的旅遊生活「CNN GO」，公佈「亞洲10大最佳小吃城市」票選結果，馬來西亞的檳城榮登榜首，其餘9座城市依序為：台北、曼谷、福岡、河內、新加坡、首爾、西安、馬尼拉和金邊。中央社

## 3月26日
- 台灣中小企銀台北南京東路分行運鈔車發生搶案，一名持槍歹徒對著保全人員連開四槍，兩名保全當中，其中1名大腿被打中兩槍脫險，一人嚇趴，歹徒搶走了1250萬現金後騎贓車逃逸，犯案手法與犯下六起銀行搶案、搶走四千多萬元的「雨衣大盜」雷同，專案小組目前擴大偵辦中。華視新聞１（页面存档备份，存于）２自由電子報[]
- 杏壇再傳醜聞！包括台灣大學、台灣師範大學與政治大學3所知名學府傳出多名教授勾結廠商，以不實發票核銷研究補助經費，添購SOGO禮券、電腦等私人物品，詐領金額高達新台幣430多萬元，檢調認定至少有五人涉案重大，依貪污罪嫌交保候傳。中央社（页面存档备份，存于）自由電子報[]
- 一艘在阿曼註冊的台灣漁船Naham 3號在印度洋上的島國塞席爾南方海域遭索馬利亞海盜搶劫並脅持，當天台籍船長鍾徽德遭到槍擊身亡。其餘船員被挾為人質。

## 3月27日
- 空軍救護隊一架編號7017的S70C-6型海鷗直升機在蘭嶼東南方外海執行醫療後送任務，因不明原因發生墜海意外，機上六人墜入海中，經海空緊急聯合搜救後，已救起一人，另有五人失蹤，軍方已經搜獲艙門、救護箱等10多項殘骸，不過海鷗直升機設有緊急定位發射機，但不知為何沒有啟動，目前將持續釐清事發狀況。華視新聞（页面存档备份，存于）自由電子報NOW今日新聞網

## 3月28日
- 台北市文林苑都市更新案備受各界關注，台北市警方今天上午出動千名警力驅離300多名聲援者後，強制拆除最後2間不願搬遷的住戶，遭到強制拆除的士林王家下午在聲援者陪同下，前往總統府前陳情抗議，網路上則有大量熱心網友提供線上現場直播，在PTT也引發熱烈討論，言論約有八成以上反對政府的強硬手段，台北市政府則指出，文林苑都更案行政程序皆已完備，對於相關團體集結聲援，深表遺憾。華視新聞中央社中央廣播電臺
- 前立委羅福助被控炒股、逃漏稅、偽造文書、詐騙土地等案，最高法院昨天審結，判刑4年、併科罰金600萬元，全案定讞。4月24日發監日，羅福助未準時報到，台北地檢署4月25日發出通緝令，羅福助從前立委變成通緝犯，通緝時效為18年，直到2030年12月。自由電子報[]蘋果日報民視Archive.today的存檔，存档日期2013-04-18

## 3月29日
- 根據蓋洛普民意測驗中心（Gallup）今天公布的2011年全球媒體自由度調查報告，台灣在全球排名第17，是亞洲媒體自由度最高的國家，遠高於中國大陸和新加坡。中央社（页面存档备份，存于）

## 3月30日
- 台大醫學院教授曾文毅與哈佛醫學院合作之研究團隊，利用「水分子擴散頻譜造影」技術，得以觀察到離體的猴腦，其腦神經纖維分布呈現的方式，為一「立體三維網格結構」型式，而非過去教科書所描寫的「樹枝狀結構」。此研究成果已刊登在國際科學雜誌「Science」上。中央社（页面存档备份，存于）